# Thai-Son Kwiatkowski
Thai-Son Kwiatkowski (ur. 13 lutego 1995 w Charlotte) – amerykański tenisista.

## Kariera tenisowa
Od 2017 roku jest tenisistą zawodowym.
Najwyżej sklasyfikowany był na 181. miejscu (3 lutego 2020) w singlu oraz na 232. (29 lipca 2019) w deblu.
W 2017 roku zadebiutował w imprezie Wielkiego Szlema podczas singlowego turnieju US Open. Odpadł wówczas w pierwszej rundzie po porażce z Mischą Zverevem.